# Pseudechis papuanus
Pseudechis papuanus — вид змій родини аспідові (Elapidae).

## Поширення
Вид поширений на півдні острова Нова Гвінея та на прибережних островах.

## Опис
Тіло чорного забарвлення із сірим відтінком.

## Отрута
Отрута має нейротоксичну дію. Викликає м'язову слабкість та тимчасовий параліч протягом 2-21 годин після укусу.
Активною речовиною отрути є постсинаптичний токсин папуантоксин-1.
Мешканці племені мекео називають цю змію «аугума» (та, що кусає двічі) за її звичку кусати декілька раз. У племені ківаї вважають, що ця змія є посланником чаклуна, який послав її убити жертву. Часто укушена людина шукає чаклуна, щоб помститися, замість того, щоб звертатися у лікарню, що може привести до ускладнень.